# L'amore è una cosa semplice (autobiografia)
L'amore è una cosa semplice è la seconda parte dell'autobiografia scritta dal cantautore Tiziano Ferro. L'autobiografia narra alcuni aspetti della vita dell'artista dal marzo del 2010 al luglio dell'anno seguente.

## Contenuti
Come il precedente, il libro è un insieme di diari.
La narrazione comincia da marzo 2010, seguendo quindi, a livello temporale, le annotazioni contenute nell'autobiografia precedente, Trent'anni e una chiacchierata con papà.
In quest'opera il cantautore parla in prima persona delle conseguenze del suo coming out, della nascita e della creazione del suo quinto album L'amore è una cosa semplice.
Nel libro si può trovare per esteso l'intervista concessa al settimanale Vanity Fair, in cui l'artista dichiarava pubblicamente la sua omosessualità il 6 ottobre 2010, data considerata dal cantautore il suo secondo compleanno.

## Edizioni
- Tiziano Ferro, L'amore è una cosa semplice, Kowalski, 2012,  p. 90, ISBN 978-88-7496-347-8.
- Tiziano Ferro, L'amore è una cosa semplice, Universale Economica, Feltrinelli, 2013,  p. 123, ISBN 978-88-5883-088-8.